# Calles (kommun)
Calles är en kommun i Spanien.   Den ligger i provinsen Província de València och regionen Valencia, i den östra delen av landet, 240 km öster om huvudstaden Madrid. Antalet invånare är 464. Arean är 65 kvadratkilometer.
Terrängen i Calles är huvudsakligen kuperad, men den allra närmaste omgivningen är platt.